# Гіпнагогічний ривок

Гіпнагогічний ривок, як його бачить автор Miles___ на сайті Reddit.com

Гіпнагогічний ривок, гіпнагогічне сіпання, або ривок на початку сну — це мимовільне сіпання, яке відбувається, як тільки людина починає засинати, часто змушуючи її на мить пробудитися. Фізично, гіпнагогічний ривок нагадує «стрибок», який відчуває людина, що іноді супроводжується відчуттям різкого падіння.
Гіпнагогічний ривок асоціюється зі швидким серцебиттям, частішим диханням, потовиділенням, а іноді і своєрідним відчуттям удару або «падіння в порожнечу». Частіше це явище стається у людей з порушеним графіком сну.

## Причини
За даними Американської академії медицини сну, існує широкий спектр можливих причин, включаючи занепокоєння, кофеїн, стрес і напружену діяльність у вечірній час. Проте, більшість гіпнагогічних ривків відбуваються, в основному, випадковим чином у здорових людей.
Інша теорія — еволюційна, що посилається на наших предків приматів. Дослідження, проведене в Університеті Колорадо припускає, що гіпнагогічні ривки можуть бути «архаїчним рефлексом» на неправильну інтерпретацію мозком м'язової релаксації з настанням сну як сигналу про те, що сплячий примат падає з дерева. Рефлекс може також мати селективне значення при потребі сплячого поміняти його / її положення для сну в гнізді або на гілці для того, щоб гарантувати, що падіння не сталося.
Також, під час дослідження епілепсії та інтенсивної терапії, відсутність попередніх припадків, що вимірювалась на обладнанні для моніторингу епілепсії, поряд з наявністю ривків тільки при засинанні, допомогли диференціювати гіпнагогічні ривки від епілептичних припадків
Згідно з дослідженням, проведеним по порушеннях сну в «Journal of Neural Transmission», гіпнагогічні ривки відбуваються під час фази глибокого сну і є «різким та вигинальним скороченням м'язів, узагальненим або частковим і асиметричним, яке може викликати збудження, з ілюзією падіння». Гіпнагогічні ривки стаються частіше в дитячому віці — 4-7 разів на годину у віці від 8 до 12 років, і їх частота зменшується до 1 — 2 разів на годину у віці від 65 до 80 років.